# LACI

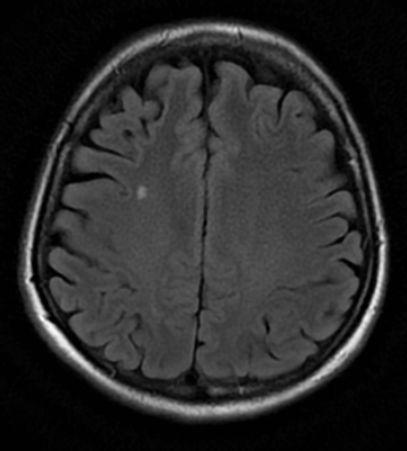
Zawał mózgu typu LACI w obrazie tomografii rezonansu magnetycznego głowy w sekwencji FLAIR.

LACI (ang. lacunar infarct) – zawał mózgu lakunarny albo zatokowaty.
Zawał lakunarny jest spowodowany niedrożnością małych naczyń lub tętnic przeszywających. Towarzyszy mu drobna zmiana niedokrwienna w mózgu (lakuna) zlokalizowana w strukturach głębokich półkuli lub pnia (podkorowo) o średnicy od 0,5 do 15 mm. Przyczyną zawału lakunarnego jest najczęściej niedrożność tętnic przeszywających odchodzących od tętnicy naczyniówkowej przedniej, tętnicy środkowej mózgu, tętnicy tylnej mózgu i tętnicy podstawnej. Mogą one też być spowodowane mikrozatorowością naczyń mózgowych. Zawały lakunarne mogą być objawowe lub bezobjawowe, pojedyncze albo mnogie.
Najczęstsze zespoły objawów klinicznych towarzyszące zawałowi lakunarnemu to:
- czysto ruchowy niedowład połowiczy,
- deficyt czysto czuciowy,
- nieduży deficyt mieszany ruchowo-czuciowy,
- niedowład spastyczno-ataktyczny (ipsilateralna ataksja i niedowład kończyny dolnej),
- zespół dyzartrii-niezgrabnej ręki (ang. clumsy hand).